# Surfski
Surfski er en slags havkajak, typisk 5-6,5 meter i længden, 43-54 cm i bredden og ganske let - fra knap 10 kg og op.
Konstruktionen er en sit-on-top, dvs. en udskæring til sæde og en fodbrønd med pedaler til et fodbetjent ror. Det betyder at en surfski ved kæntring ikke fyldes med vand; tilmed er det hurtigt og nemt at komme tilbage ombord. Man skal dog være opmærksom på at den lukkede konstruktion gør at en surfski blæser væk hurtigere end man kan svømme, så man bør ikke ro i kraftig vind uden en strop om benet.
Stabiliteten er i sagens natur primært betinget af bredden, men også 'rocker' har betydning, dvs. krumningen på kølen; mere krumning er lig med mere stabilitet.
Surfski er designet til at surfe på bølger; smal og høj fortil, men bred og lav bagtil, så den nemt kommer op at plane. Derved kan man surfe på selv mindre bølger og opnå en imponerende fart; 20 km/t i danske farvande er en smal sag og meget underholdende. 60 km/t skulle være muligt på bølgerne i de store oceaner.
Hofdisciplinen i Surfski er 'downwind', dvs at padle med vinden i ryggen, så man kan koncentrere sig om at surfe på bølgerne. Danmark har mange velegnede spots, for eksempel:
- Esperance Bugt, med start fra Blåvand
- Djursland, med start fra Gjerrild Nordstrand
- Nordsjælland, med start fra Gilleleje

Verdensmesterskabet afvikles hvert år på Hawaii ved Molokai, som har helt særlige strøm- og bølgeforhold. Mange OL-roere har forsøgt sig, men det er som regel garvede surfskikaptajner, der løber med laurbærrene; Oscar Chalupsky vandt eksempelvis sit 12. VM i en alder af 49 år og er stadig podiekandidat når vejret viser tænder.
Surfskien startede som livredderbåd i Australien og blev efterfølgende en populær sportgren i Australien og Sydafrika. Sporten har endnu en ret begrænset udbredelse i Danmark, men der afholdes efterhånden enkelte konkurrencer med særlige klasser for Surfski og der produceres nu Surfski af skandinaviske firmaer, selvom produktionen af eksotisk plastik (kevlar/aramid/carbon/polymer/thermoplastic/glasfiber) mestendels foregår i Kina.
Pagajer fremstilles også i kulfiber og de letteste vejer knap 700 gram.